# John Burke (Gouverneur)

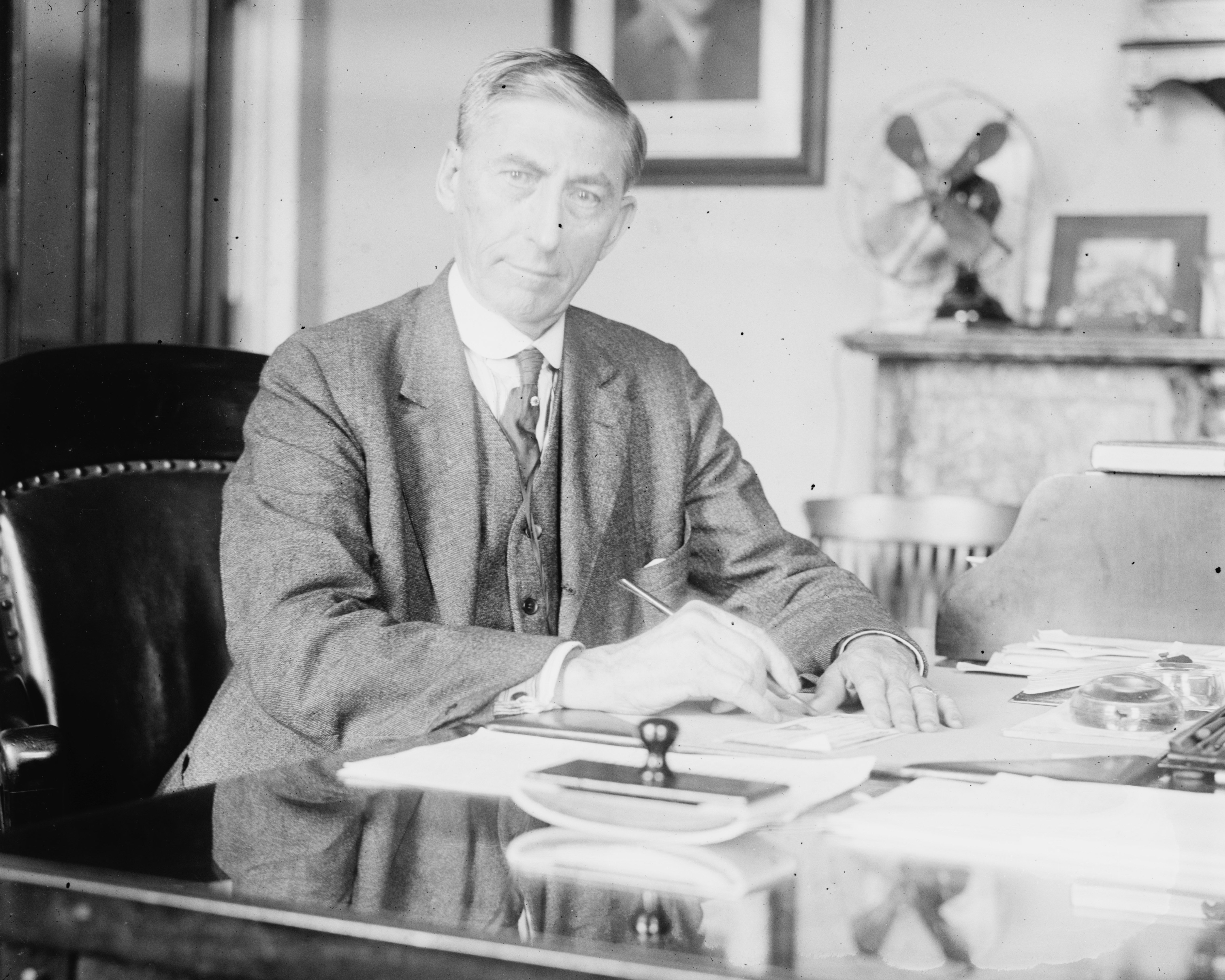
John Burke (1920)

John Burke (* 25. Februar 1859 in Sigourney, Keokuk County, Iowa; † 14. Mai 1937 in Rochester, Minnesota) war ein US-amerikanischer Politiker. Er war von 1907 bis 1913 der 10. Gouverneur des Bundesstaates North Dakota und von 1913 bis 1921 stellvertretender Finanzminister der Vereinigten Staaten (Treasurer of the United States).

## Frühe Jahre und Aufstieg
Burke besuchte die örtlichen Schulen seiner Heimat. Anschließend studierte er Jura an der University of Iowa. Dort machte er 1886 sein Examen. Im Jahr 1888 zog er in das Dakota-Territorium, wo er als Erntehelfer und Lehrer arbeitete. Bald betätigte er sich auch als Rechtsanwalt und Richter im Rolette County. Später wurde er in diesem Bezirk auch Staatsanwalt. Er war Mitglied der Demokratischen Partei. Im Jahr 1891 wurde er in das Repräsentantenhaus von North Dakota gewählt; zwischen 1893 und 1895 saß er im Staatssenat 1906 wurde er mit 52:44 Prozent der Stimmen gegen Amtsinhaber Elmore Y. Sarles zum neuen Gouverneur seines Staates gewählt. Er war der erste Demokrat, der zum Gouverneur von North Dakota gewählt wurde, und erst der zweite Gouverneur, der nicht den Republikanern angehörte.

## Politik

### Gouverneur von North Dakota
Burke trat sein neues Amt im Januar 1907 an. Nach zwei Wiederwahlen konnte er bis 1913 amtieren. Er war der erste Gouverneur seines Staates, der drei Amtszeiten absolvierte. In seiner Amtszeit wurden viele Gesetze in North Dakota neu erlassen oder überarbeitet. So wurde beispielsweise ein Gesetz gegen die Korruption verabschiedet. Andere Gesetze betrafen die Kinderarbeit, das Gesundheitswesen und die Lebensmittelkontrolle. Auch ein Tuberkulose-Krankenhaus wurde in Burkes Amtszeit gebaut. Damals wurde auch ein Jugendstrafgericht in North Dakota eingeführt. Außerdem wurde eine Steuerkommission gegründet und ein öffentliches Gesundheitslabor eingeführt. Burkes Amtszeit stellt den Höhepunkt der progressiven Ära in North Dakota dar.
Nach ihm ist Burke County in North Dakota benannt.

### In Regierungsdiensten
Nach dem Ende seiner dritten Amtszeit wurde Burke vom neuen US-Präsidenten Woodrow Wilson zum Treasurer of the United States berufen. In dieser Funktion verblieb er während der gesamten Amtszeit Wilsons bis 1921. Im Jahr 1916 bewarb sich Burke erfolglos um einen Sitz im US-Senat: Er erzielte nur 38,2 Prozent der Stimmen und unterlag damit dem Republikaner Porter J. McCumber. Nach dem Ende seiner Zeit im Finanzministerium war Burke zunächst als Anwalt tätig. Im Jahr 1924 wurde er als Richter an den Obersten Gerichtshof von North Dakota berufen. Dort war er zwischen 1929 und 1931 und nochmals von 1935 bis 1937 sogar Oberster Richter (Chief Justice) seines Staates.
John Burke war mit Mary E. Kane verheiratet, mit der er drei Kinder hatte. Seit 1963 erinnert eine zur National Statuary Hall Collection gehörende Statue im Kapitol in Washington, D.C. an ihn.